# Египетско-саудовские отношения
Египетско-саудовские отношения — двусторонние дипломатические отношения между Египтом и Саудовской Аравией. Страны разделены Красным морем.

## История
В 1962 году началась гражданская война в Йемене, в которой Саудовская Аравия и Египет поддержали разные политические группы вследствие чего отношения между этими странами резко ухудшились. 26 марта 1979 года Саудовская Аравия разорвала дипломатические отношения с Египтом после того, как президент Египта Анвар Садат подписал мирный договор в Кэмп-Дэвиде с премьер-министром Израиля Менахемом Бегином. В ноябре 1987 года Саудовская Аравия и Египет восстановили дипломатические отношения.
В 2011 году во время народных волнений в Египте, Саудовская Аравия была последовательным сторонником египетского лидера Хосни Мубарака, а после его свержения не признала правительство Мухаммеда Мурси и Братьев-мусульман. В 2013 году после свержения египетскими военными режима Мухаммеда Мурси, Саудовская Аравия высказала свою поддержку новому президенту Египта Абдул-Фаттаху Халилу Ас-Сиси.
В июне 2017 года президент Египта Абдул-Фаттах Халил Ас-Сиси подписал договор о передаче Саудовской Аравии двух островов в Красном море, Тирана и Санафира.